# V419 Андромеды
V419 Андромеды (лат. V419 Andromedae), HD 13079 — тройная звезда в созвездии Андромеды на расстоянии (вычисленном из значения параллакса) приблизительно 545 световых лет (около 167 парсеков) от Солнца.

## Характеристики
Первый компонент (TYC 2833-1015-1) — жёлто-белая пульсирующая переменная Am-звезда типа Дельты Щита (DSCTC) спектрального класса F0. Видимая звёздная величина звезды — от +9,18m до +9,14m. Масса — около 1,7 солнечной, радиус — около 1,647 солнечного, светимость — около 9,3325 солнечных. Эффективная температура — около 7040 K.
Второй компонент (TYC 2833-1015-2) — жёлтый карлик спектрального класса G. Видимая звёздная величина звезды — +11,311m. Радиус — около 1,03 солнечного, светимость — около 1,024 солнечной. Эффективная температура — около 5712 K.
Третий компонент (MLB 12B). Видимая звёздная величина звезды — +10m. Удалён на 5,6 угловых секунд.

## Планетная система
В 2019 году учёными, анализирующими данные проектов HIPPARCOS и Gaia, у звезды обнаружена планета.